# Karhisensuo - Pyöreäsuo - Lokkisuo
Karhisensuo - Pyöreäsuo - Lokkisuo este o arie protejată (arie specială de conservare — SAC, sit de importanță comunitară — SCI) din Finlanda întinsă pe o suprafață de 351 ha, integral pe uscat.

## Localizare
Centrul sitului Karhisensuo - Pyöreäsuo - Lokkisuo este situat la coordonatele 64°30′13″N 28°47′39″E / 64.5036°N 28.7942°E.

## Înființare
Situl Karhisensuo - Pyöreäsuo - Lokkisuo a fost declarat sit de importanță comunitară în august 1998 pentru a proteja un număr necunoscut de specii din flora spontană și fauna sălbatică aflate în arealul zonei. Situl a fost protejat și ca arie specială de conservare în aprilie 2015.

## Biodiversitate
Situată în ecoregiunea boreală, aria protejată conține 5 habitate naturale: Lacuri și iazuri distrofice naturale, Cursuri de apă de la nivel de câmpie la nivel montan, cu vegetație Ranunculion fluitantis și Callitricho-Batrachion, Turbării Aapa, Taiga vestică, Mlaștini împădurite.
La baza desemnării sitului se află un număr nedeclarat de specii protejate.
Pe lângă speciile protejate, pe teritoriul sitului au mai fost identificate 2 specii de păsări.